# Arda Mandikian
Arda Mandikian, zachodnioorm. Արտա Մանտիկեան, gr. Άρντα Μαντικιάν (ur. 1 września 1924 w Izmirze, zm. 8 listopada 2009 w Atenach) – grecka sopranistka ormiańskiego pochodzenia, występująca również w Wielkiej Brytanii i Francji; zastępczyni dyrektora Greckiej Opery Narodowej w Atenach (1974–1982).

## Życiorys
Arda Mandikian urodziła się 1 września 1924 roku w Izmirze (Smyrnie) w rodzinie ocalałych z rzezi w latach 1915–1917 Ormian. W kolejnych latach rodzina wyemigrowała do Aten. W tamtejszym konserwatorium Mandikian rozpoczęła naukę śpiewu pod kierunkiem Elviry de Hidalgo oraz Aleksandry Triandi. Zadebiutowała w lutym 1940 roku w wieku 15 lat, śpiewając podczas studenckiego przedstawienia Mira, o Norma z opery Norma w duecie z Marią Callas.
Mandikian interesowała się muzyką ludową starożytnej Grecji. W 1948 roku przeniosła się do Wielkiej Brytanii, gdzie występowała w londyńskim Morley College, a w roku następnym nagrała dla wytwórni HMV wykonanie sześciu odkrytych w 1893 roku hymnów delfickich. Nawiązała dzięki temu kontakt z Egonem Welleszem, kompozytorem, wykładowcą na Uniwersytecie Oksfordzkim i czołowym badaczem muzyki bizantyjskiej i wczesnogreckiej. W Oxfordzie usłyszał o niej także muzykolog Jack Westrup, co zaowocowało w 1950 roku angażem Mandikian do roli Dydony w operze Trojanie Berlioza. Rok później wcieliła się w tytułową rolę w operze komicznej Incognita Wellesza oraz wystąpiła jako Pierwsza Czarownica w operze Purcella Dydona i Eneasz wystawianej na deskach Mermaid Theatre (w 1953 roku w tej samej sztuce zagrała rolę Czarodziejki).
W 1953 roku w roli Eurydyki zadebiutowała w Operze Paryskiej, a w sztuce Peter Grimes Benjamina Brittena – w Royal Opera House (ROH). W ROH wystąpiła też jako Musetta w Cyganerii Pucciniego (grudzień 1953) oraz w tytułowej roli w Złotym koguciku Nikołaja Rimskiego-Korsakowa (styczeń 1954). Również w 1954 roku wykreowała rolę Panny Jennel w Dokręcaniu śruby Brittena. W latach 50. regularnie występowała podczas Aldeburgh Festival. Specjalizowała się też w piosence francuskiej.
Na początku lat 60. Mandikian wróciła do Grecji, aby opiekować się chorą matką. Była zadeklarowaną przeciwniczką junty czarnych pułkowników, która przejęła władzę w wyniku zamachu stanu w 1967 roku. Śpiewaczka była inwigilowana, a jej kariera została utrudniona, gdyż w obawie przed uniemożliwieniem jej powrotu do kraju Mandikian odrzucała wszystkie oferty występów za granicą.
Po upadku dyktatury wojskowej Mandikian stała się szanowaną postacią greckiego życia kulturalnego. W latach 1974–1982 pełniła funkcję zastępcy dyrektora Greckiej Opery Narodowej w Atenach, gdzie współpracowała ze swoim przyjacielem, Christosem Lambrakisem.
Zmarła 8 listopada 2009 roku.